# Zdravka Jordanova
Zdravka Jordanova (in bulgaro Здравка Йорданова?; 9 dicembre 1950) è un'ex canottiera bulgara.

## Palmarès

### Olimpiadi
- 1 medaglia:
  - 1 oro (Montréal 1976 nel due di coppia)

### Mondiali
- 2 medaglie:
  - 1 argento (Amsterdam 1977 nel due di coppia)
  - 1 bronzo (Nottingham 1975 nel due di coppia)